# 증득
증득(證得, 산스크리트어: adhigama 또는 abhisaṃbodha) · 증오(證悟) 또는 줄여서 증(證)은 수행으로 진리를 체득하는 것 또는 깨치는 것을 말한다. 수행한 결과로 얻는 과보를 증과(證果)라고 하며, 최종의 증과는 성불(成佛: 부처가 됨)이다.
무언가를 얻는 것 또는 성취하는 것을 뜻하는 불교 용어로는 심불상응행법 가운데 하나인 득(得: 획득과 성취)이 있고, 무언가가 없던 것이 새로 생겨난다는 뜻의 불교 용어로는 역시 심불상응행법 가운데 하나이자 유위4상(有爲四相) 가운데 하나인 생(生)이 있다.
증득 또는 증오는 득(得: 획득 및 성취)이 진리 즉 무위법에 대해 적용된 특수한 경우이다. 이에 비해, 생(生)은 인연화합에 의해 유위법이 생겨나는 것을 말하며, 따라서 열반과 같은 무위법에 대해서는 적용되는 용어가 아니다. 진리 즉 무위법은 비록 유위 무루의 수행력이 쌓여서 그것이 원인이 되어 획득 또는 성취[得]되는 결과이지는 하지만 진리 즉 무위법 자체는 유위법과는 달리 인연 조건에 제약되는 것이 아니다.
말하자면, 증득 또는 증오는 유위 무루의 수행력 즉 8정도 · 37도품 · 6바라밀과 같은 바른 노력이 원인이 되어 유위의 현상 세계와 무위의 진리의 세계 사이의 심연을 뛰어넘어 진리의 세계 즉 열반 또는 깨달음으로 들어가는 것을 말한다.  이런 점에서 불교에서는 진리를 획득 또는 성취하는 것에 대해 특히 증득(證得) 또는 증오(證悟)라는 용어를 사용한다.
《대승의장》 제10권에 따르면  증(證) 즉 증득(證得) 또는 증오(證悟)는 지득계회(知得契會) 즉 앎 · 획득 · 계합 · 깨침을 뜻하는데, 마음이 실성(實性)에 그윽히 잠겨서[冥] 분별을 잊고  실성에 계합하고 실성을 깨쳐서 실성과 평등한 상태 즉 하나가 된 상태에 있는 것을 말한다.

## 참고 문헌
- 곽철환 (2003). 《시공 불교사전》. 시공사 / 네이버 지식백과. |title=에 외부 링크가 있음 (도움말)
- 권오민 (2003). 《아비달마불교》. 민족사.
- 세친 지음, 현장 한역, 권오민 번역 (K.955, T.1558). 《아비달마구사론》. 한글대장경 검색시스템 - 전자불전연구소 / 동국역경원. K.955(27-453), T.1558(29-1). |title=에 외부 링크가 있음 (도움말)
- 운허.  동국역경원 편집, 편집. 《불교 사전》. |title=에 외부 링크가 있음 (도움말)
- (영어) DDB. 《Digital Dictionary of Buddhism (電子佛教辭典)》. Edited by A. Charles Muller. |title=에 외부 링크가 있음 (도움말)
- (중국어) 星雲. 《佛光大辭典(불광대사전)》 3판. |title=에 외부 링크가 있음 (도움말)
- (중국어) 혜원 찬 (T.1851). 《대승의장(大乘義章)》. 대정신수대장경. T44, No. 1851, CBETA.